# Маскувальний костюм

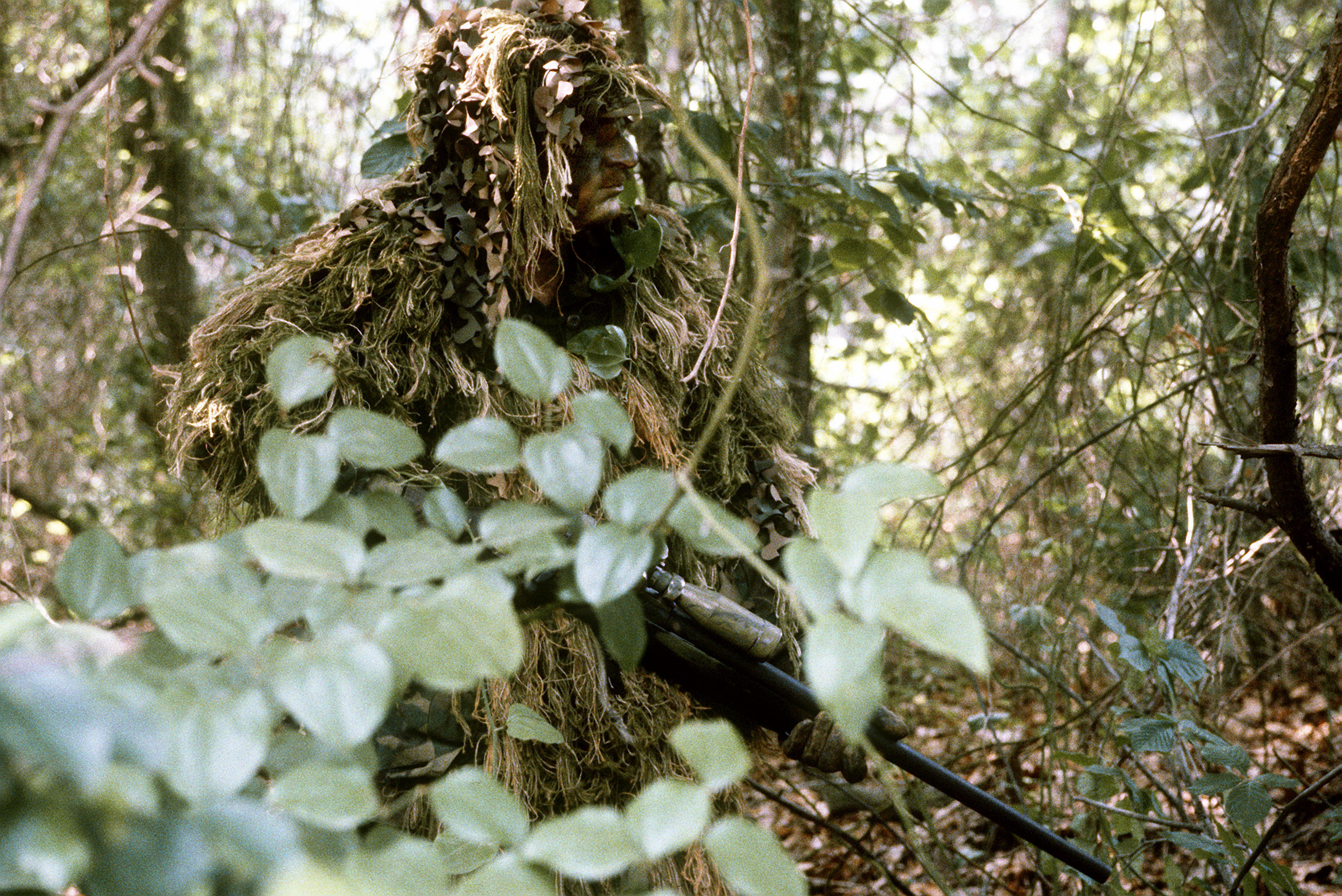
Снайпер морської піхоти США

Маскува́льний костю́м, або маскхала́т — один з варіантів камуфляжного спецодягу.
Застосовується в основному у військовій справі, також на полюванні та при спостереженні за тваринами у природі.

## Історія

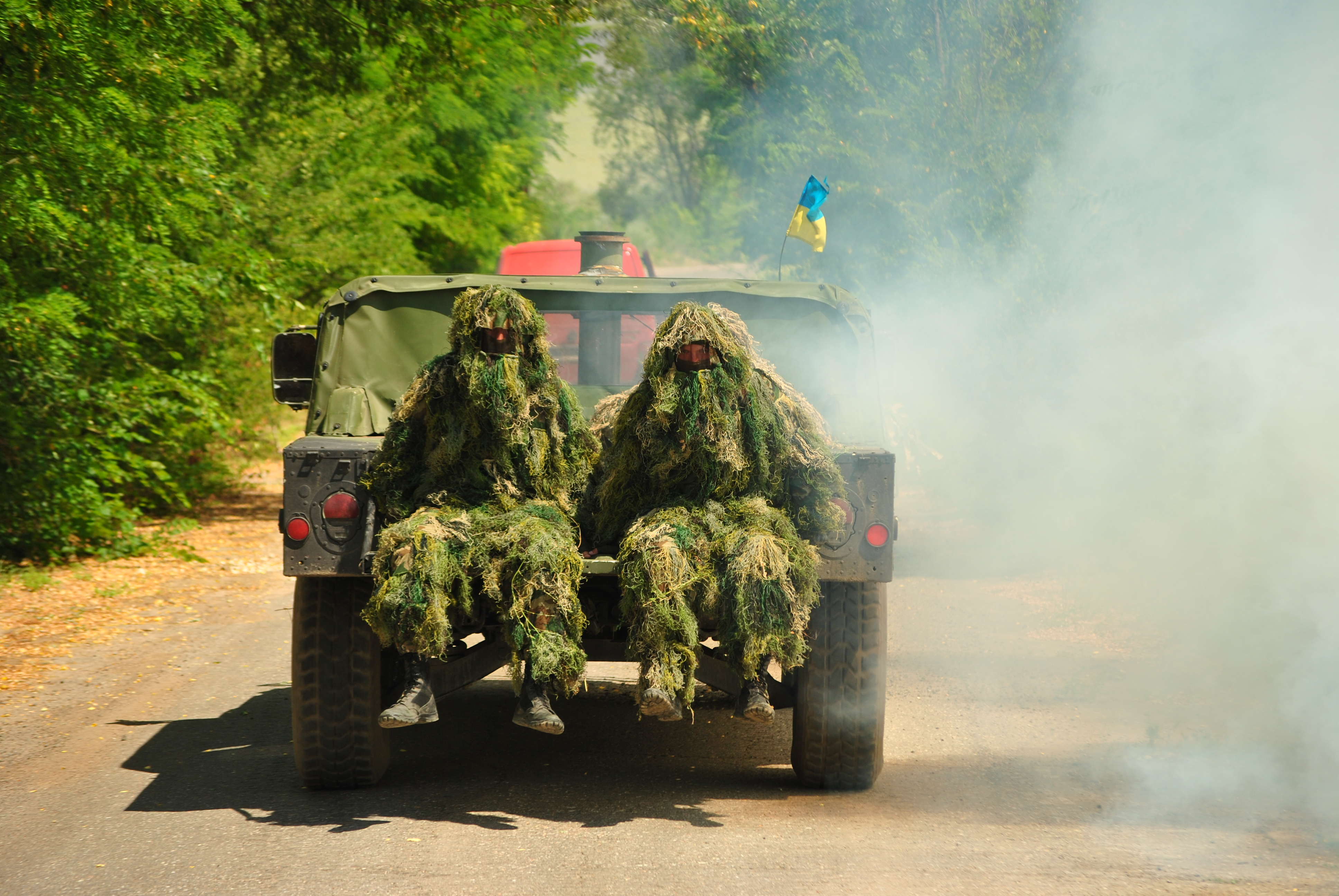
Два «вукі» під час навчань «Сі Бриз»

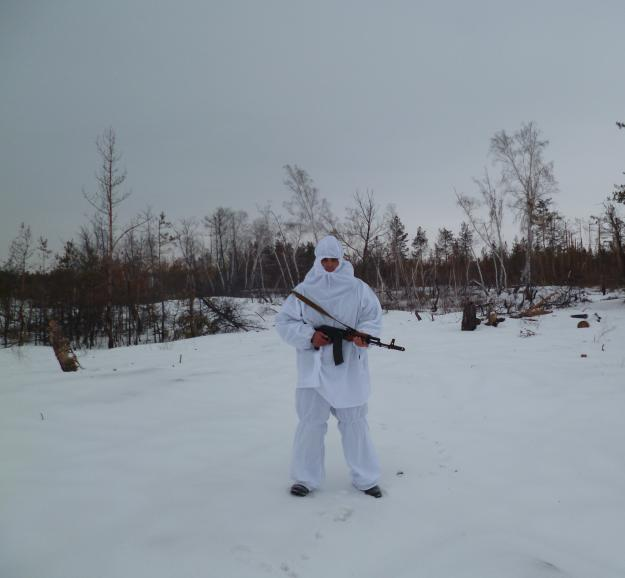
Військовослужбовець ЗСУ у зимовому маскхалаті

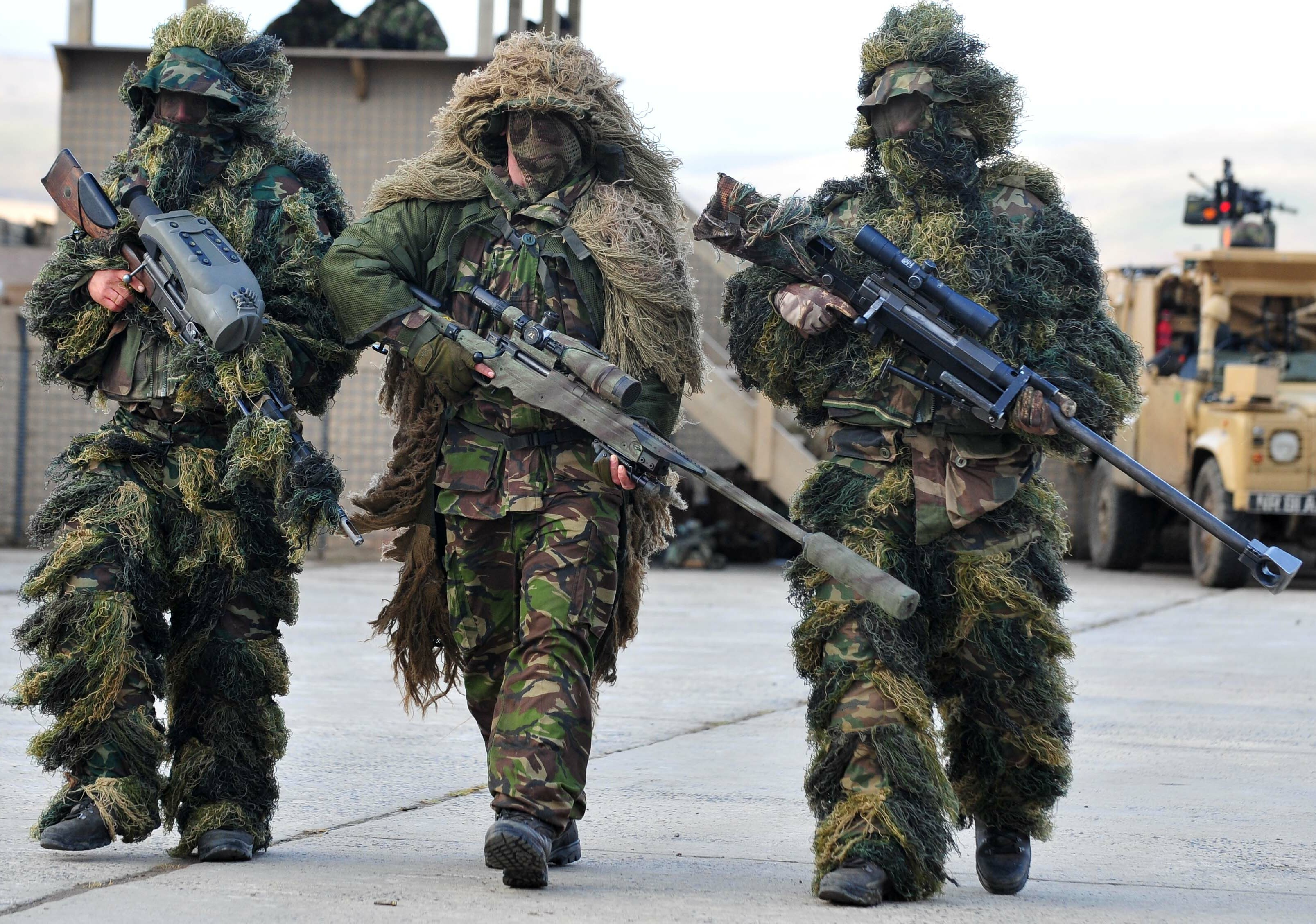
Британські та французькі снайпери в маскувальних костюмах Ghillie під час навчань Ex Boars Head

Перше відоме застосування маскувального костюма військовими належить до часу Другої англо-бурської війни. Скаути Ловато — територіальний підрозділ Британської Армії, що складався з членів шотландського клану Фрейзер, почали носити такі костюми під час розвідувальних дій. Англомовна назва костюма — «Джиллі-сьют» (англ. Ghillie suit); з гельської «gille» означає «слуга» або «парубок». Це відсилка до персонажа шотландської міфології фейрі Джіллі Ду (це ім'я означає «Темноволосий парубок»), який носив одяг з листя і моху. За аналогією маскувальні костюми часто називають на честь міфічних лісових або просто кудлатих істот — наприклад, в австралійській армії такий костюм має назву «йові», а у пострадянських краях — «кікімора» або «лісовик» («лєший»).

## Застосування
Часто використовуються снайперами, для яких особливо важливо залишатися непоміченими під час своєї роботи. Вони застосовують різні варіанти маскуючого одягу, такі як маскувальні халати, накидки, куртки.
Взимку армійськими підрозділами використовуються білі або білі з чорними плямами маскхалати для виконання різноманітних завдань (приховане пересування по місцевості, наступ, маскування під час несення служби на позиціях в опорних пунктах вдень та вночі).
Цивільні особи також використовують маскхалати — мисливці, орнітологи, фотографи та оператори, які займаються зйомкою тварин у їх природному середовищі. Також використовуються гравцями у страйкбол та хардбол для маскування або імітації військової форми.
Нині маскувальні костюми й халати широко випускають на промисловій основі. Але кращими за них вважаються ручного виготовлення, оскільки вимагають підгонку під конкретну ділянку місцевості, з його колірним фоном, з найпоширенішими видами рослинності й типовими предметами в даному районі (камені, пні, уламки споруд і будівель). В українській армії кожен снайпер сам виготовляє свій маскувальний костюм.

## Вимоги до маскхалата
- Маскхалат повинен мати невелику вагу
- У складеному вигляді не повинен займати багато місця
- Повинен забезпечувати швидкий доступ до кишень одягу або предметів екіпірування, які знаходяться під маскхалатом
- Має бути такої форми, яка спотворює силует людини
- Мінімально відрізнятись від навколишнього фону
- Додатково: (за потребою), не «світитись» в ПНБ, тепловізорах (ІЧ)...